# Vitaliy Buts
Vitaliy Buts, né le 24 octobre 1986 à Mykolaïv, est un coureur cycliste ukrainien, membre de l'équipe Sakarya BB.

## Biographie
En 2007, Vitaliy Buts participe aux championnats du monde chez les espoirs, il termine neuvième de la course en ligne à Stuttgart. Au cours de la saison 2008, il remporte deux courses de début de saison en France, les Boucles de la Soule et la Ronde du Pays basque. Au Tour des régions italiennes, une des épreuves de la Coupe des Nations, il gagne la dernière étape et du même coup le classement général final. Au Paris-Roubaix 2011, il abandonne au bout de seulement trois kilomètres.
Au mois d'août 2017, il termine deuxième de l'Odessa Grand Prix et permet à son équipe de s'octroyer les cinq premières places de l'épreuve, fait rare sur une course inscrite au calendrier de l'Union Cycliste Internationale.

## Palmarès
- 2006
  - Trophée Lampre
  - 3e du Circuito Castelnovese
  - 3e du Gran Premio Sannazzaro
- 2007
  - Gran Premio Agostano
  - Circuito Guazzorese
  - Circuito Pievese
  - Circuito Mezzanese
  - 3e du Trophée Antonietto Rancilio
  - 3e du Gran Premio Sannazzaro
  - 9e du championnat du monde sur route espoirs
- 2008
  - Ronde du Pays basque
  - Boucles de la Soule
  - Coppa Comune di Piubega
  - Tour des régions italiennes :
    - Classement général
    - 6e étape

  - Trofeo Lindo e Sano
  - Milan-Rapallo
  - 2e de Milan-Busseto
  - 2e du Mémorial Angelo Fumagalli
  - 3e du Circuit de la Nive
  - 3e du Trophée Giacomo Larghi
  - 3e du Trophée Raffaele Marcoli
- 2009
  - 1re étape du Tour de Hainan
  - 3e du Tour de Hainan
- 2013
  - Grand Prix de Sotchi :
    - Classement général
    - 4e étape

  - 3e étape du Grand Prix d'Adyguée
  - Mayor Cup
  - 1re étape des Cinq anneaux de Moscou
  - Tour de Roumanie :
    - Classement général
    - Prologue (contre-la-montre par équipes) et 4e étape

  - 1re étape du Tour de Szeklerland
  - 1reb étape du Tour de Bulgarie
  - 2e du championnat d'Ukraine sur route
- 2014
  -  Champion d'Ukraine sur route
  - 5e étape du Grand Prix de Sotchi
  - Race Horizon Park 1
  - 4e étape du Tour de Chine I
  - 2e du Tour d'Azerbaïdjan
  - 2e du Central-European Tour Szerencs-Ibrány
  - 2e du Tour de Chine I
- 2015
  - 4e étape du Tour de Mersin
  - Grand Prix de Vinnytsia
  - Odessa Grand Prix 2
  - Black Sea Cycling Tour :
    - Classement général
    - 1re et 2e étapes

  - 2e du Tour de Mersin
  - 2e de l'Horizon Park Classic
  - 2e du Tour of Malopolska
  - 2e du Mémorial Henryk Łasak
  - 3e de Krasnodar-Anapa
  - 3e du Mémorial Oleg Dyachenko
  - 3e de la Course de Solidarność et des champions olympiques
- 2016
  - Belgrade-Banja Luka I
  - Horizon Park Race for Peace
  - 2ea étape du Tour d'Ukraine (contre-la-montre par équipes)
  - 6e étape du Tour de Bulgarie
  - 2e du championnat d'Ukraine sur route
  - 2e de Belgrade-Banja Luka II
  - 2e du Tour d'Ukraine
  - 2e du Tour de Slovaquie
  - 2e de l'Odessa Grand Prix
- 2017
  -  Champion d'Ukraine sur route
  - Tour d'Ukraine :
    - Classement général
    - 1re étape

  - Tour de Bulgarie-Sud[2]
    - Classement général
    - 1re, 2e et 3e étapes

  - 2e de l'Odessa Grand Prix
  - 3e du North Cyprus Cycling Tour
- 2018
  - 2e étape du Tour of Malopolska
- 2019
  - 2e de l'Horizon Park Race Maïdan
  - 3e du Tour de la mer Noire
- 2020
  - Grand Prix Velo Erciyes
  - 2e du Grand Prix Central Anatolia
  - 3e du Grand Prix Cappadocia
- 2022
  - 2e du Grand Prix Develi

## Résultats sur les grands tours

### Tour d'Espagne
1 participation
- 2009 : non-partant (12e étape)

## Classements mondiaux[3]
| Année           | 2007 | 2008 | 2009 | 2010 | 2011 | 2012 | 2013 | 2014 | 2015 | 2016 | 2017 |
| --------------- | ---- | ---- | ---- | ---- | ---- | ---- | ---- | ---- | ---- | ---- | ---- |
| UCI Asia Tour   |      |      |      |      |      |      |      | 21e  | 87e  | 30e  | 88e  |
| UCI Europe Tour | 800e | 175e |      |      |      |      | 9e   | 14e  | 6e   | 90e  | 111e |